# Шиничи Моришита
Шиничи Моришита (јап. 森下 申一; 28. децембар 1960) бивши је јапански фудбалер.

## Каријера
Током каријере је играо за Џубило Ивата и Кјото Санга.

## Репрезентација
За репрезентацију Јапана дебитовао је у 1985. године. За тај тим је одиграо 28 утакмица.

## Статистика
| Јапан  | Јапан   | Јапан  |
| Година | Наступи | Голови |
| ------ | ------- | ------ |
| 1985.  | 2       | 0      |
| 1986.  | 4       | 0      |
| 1987.  | 10      | 0      |
| 1988.  | 2       | 0      |
| 1989.  | 3       | 0      |
| 1990.  | 6       | 0      |
| 1991.  | 1       | 0      |
| Укупно | 28      | 0      |